# Hálslón
La Hálslón est un lac artificiel d'Islande alimenté par les eaux de fonte du Brúarjökull ainsi que la Kringilsá, la Jökulkvísl et la Saudá. Il donne naissance à la Jökulsá á Brú. 

## Géographie
Ce lac a une superficie de 57 km2. Il a été créé pour alimenter la centrale hydroélectrique de Kárahnjúka. Il s'étend du barrage au nord jusqu'au Brúarjökull au sud, un des principaux lobe glaciaire du Vatnajökull